# (13183) 1996 TW
(13183) 1996 TW est un astéroïde troyen de Jupiter de 41,483 km de diamètre découvert en 1996.

## Description
(13183) 1996 TW a été découvert le 5 octobre 1996 à Sudbury, dans le Massachusetts, aux Etats-Unis, par Dennis di Cicco.

### Caractéristiques orbitales
L'orbite de cet astéroïde est caractérisée par un demi-grand axe de 5,21 UA, un périhélie de 4,74 UA, une excentricité de 0,09 et une inclinaison de 17,96° par rapport à l'écliptique. Du fait de ces caractéristiques, à savoir un demi-grand axe compris entre 4,6 et 5,5 UA et un périhélie inférieur à 0,3 UA, il est classé, selon la JPL Small-Body Database, astéroïde troyen de Jupiter du camp grec. Il est situé au point de Lagrange L4 du système Soleil-Jupiter.

### Caractéristiques physiques
(13183) 1996 TW a une magnitude absolue (H) de 10,6 et un albédo estimé à 0,059, ce qui permet de calculer un diamètre de 41,483 km. Ces résultats ont été obtenus grâce aux observations du Wide-Field Infrared Survey Explorer (WISE), un télescope spatial américain mis en orbite en 2009 et observant l'ensemble du ciel dans l'infrarouge, et publiés en 2012 dans un article regroupant les caractéristiques de 478 astéroïdes troyens,.